# Peter Goldreich
Pour les articles homonymes, voir Goldreich.
Peter Goldreich (né le 14 juillet 1939) est un astrophysicien américain.

## Carrière
Goldreich reçoit son Bachelor of Science en physique de l'université Cornell en 1960 puis son Ph.D. de la même université en 1963 sous la supervision de Thomas Gold. Il rejoint ensuite l'université de Cambridge comme chercheur post-doctoral dans l'équipe de Fred Hoyle. Il est ensuite professeur associé de planétologie et d'astronomie à Caltech en 1966 puis professeur en 1969 pour finir par devenir professeur Lee A. DuBridge d'astrophysique et de planétologie toujours à Caltech (professeur émérite depuis 2003). En 2003, il devient aussi professeur à l'Institute for Advanced Study.

## Recherches
Goldreich collabore avec George Abell pour conclure que les nébuleuses planétaires sont produites par des géantes rouges, une vue qui est de nos jours largement acceptée.
En 1979 avec Scott Tremaine, il prédit que l'anneau F de Saturne est maintenu en place par deux satellites bergers; ces satellites, Pandore et Prométhée, ont été découverts par Voyager 1 en 1980. Ils ont aussi prédit que les anneaux d'Uranus doivent être eux aussi maintenus par des satellites bergers, prédiction confirmée par Voyager 2 en 1986.
Toujours en collaboration avec Tremaine il prédit en 1980 la migration des planètes, modèle qui sera utilisé pour expliquer la découverte de planète de type Jupiter chaud.
Les recherches récentes de Goldreich se concentrent selon trois axes, les anneaux planétaires, l'héliosismologie et les étoiles à neutrons.

## Récompenses
Référence
- membre de la National Academy of Sciences en 1972
- membre de l'American Academy of Arts and Sciences en 1973
- Henry Norris Russell Lectureship de l'American Astronomical Society en 1979
- médaille Chapman de la  Royal Astronomical Society, 1985
- médaille Brouwer de la division d'astrodynamique de la American Astronomical Society en 1986
- Lecture Amos de Shalit de l'institut Weizmann en 1986
- Lecture Thomas Gold de l'université Cornell en 1987
- Prix Gerard-P.-Kuiper de la division de planétologie de l'AAS en 1992
- médaille d'or de la Royal Astronomical Society en 1993
- National Medal of Science en 1995
- Grande Médaille de l'Académie des sciences en 2006.
- Prix Shaw d'astronomie en 2007[1]